# Liste der Monuments historiques in Le Bélieu
Die Liste der Monuments historiques in Le Bélieu führt die Monuments historiques in der französischen Gemeinde Le Bélieu auf.

## Liste der Immobilien
| Bezeichnung                 | Beschreibung                                                                           | Standort                               | Kennzeichnung | Schutzstatus | Datum | Bild           |
| --------------------------- | -------------------------------------------------------------------------------------- | -------------------------------------- | ------------- | ------------ | ----- | -------------- |
| Friedhofskreuz              | Schmiedeeisen, Steinsockel                                                             | Rue des Essarts, vor der Kirche (Lage) | PA00101448    | Inscrit      | 1929  | weitere Bilder |
| Kirche St-François-d’Assise | ab dem 15. Jahrhundert                                                                 | Rue des Essarts (Lage)                 | PA00101449    | Inscrit      | 1929  | weitere Bilder |
| Maison du Cheval Blanc      | Bauernhof, 18. Jahrhundert, im 19. Jahrhundert erweitert; mit Ausstattung und Zisterne | 2 rue de la Fruitière (Lage)           | PA00101792    | Inscrit      | 1992  |                |
| Bauernhof                   | bezeichnet 1786; mit Zisterne                                                          | 18 rue de la Verrerie (Lage)           | PA25000084    | Inscrit      | 2015  |                |

## Liste der Objekte
| Bezeichnung                                        | Beschreibung                                                                                          | Standort                                  | Kennzeichnung | Schutzstatus | Datum | Bild |
| -------------------------------------------------- | --- | ----------------------------------------- | ------------- | ------------ | ----- | ---- |
| Zwei Prozessionslaternen und neun Prozessionsstäbe | Holz, vergoldet, 18. Jahrhundert                                                                      | in der Kirche St-François-d’Assise (Lage) | PM25000117    | Classé       | 1928  |      |
| Hauptaltar                                         | Altartisch, Predella und Tabernakel; Holz, vergoldet, 18. Jahrhundert                                 | in der Kirche St-François-d’Assise (Lage) | PM25000118    | Classé       | 1928  |      |
| Kanzel                                             | Holz, 18. Jahrhundert                                                                                 | in der Kirche St-François-d’Assise (Lage) | PM25000119    | Classé       | 1928  |      |
| Mater-dolorosa-Altar                               | linker Seitenaltar; Altartisch, Retabel und Pietà; Holz, teilweise vergoldet, 17. und 18. Jahrhundert | in der Kirche St-François-d’Assise (Lage) | PM25000120    | Classé       | 1964  |      |
| Marienaltar                                        | rechter Seitenaltar; Retabel; Holz, bezeichnet 1667                                                   | in der Kirche St-François-d’Assise (Lage) | PM25000116    | Classé       | 1908  |      |
| Skulptur Heiliger Eligius                          | Holz, farbig gefasst, Anfang des 17. Jahrhunderts                                                     | in der Kirche St-François-d’Assise (Lage) | PM25000121    | Classé       | 1964  |      |
| Beichtstuhl                                        | Holz, bezeichnet 1733                                                                                 | in der Kirche St-François-d’Assise (Lage) | PM25000122    | Classé       | 1964  |      |